# Birgitta Ohlsson
Birgitta Ohlsson (Linköping, Suecia, 20 de julio de 1975) es una política sueca del Partido Popular Liberal. Fue ministra de Asuntos europeos en el Gobierno Reinfeldt desde 2010 hasta 2014.

## Biografía
Eva Birgitta Ohlsson Klamberg nació en Linköping, condado de Östergötland, Suecia, el 20 de julio de 1975. Asistió al liceo Katedralskolan en Linköping entre 1991 y 1994. Más tarde, entre 1994 y 1997, estudió ciencias políticas, relaciones internacionales y estudios de las Naciones Unidas en la Universidad de Estocolmo. Fue Ministra de los Asuntos Europeos desde 2010 hasta 2014. Sustituyó en el puesto a Cecilia Malmström.